# Notación algebraica
|    |    |    |       |    |    |    |    |    |  |
|    | a8 | b8 | c8    | d8 | e8 | f8 | g8 | h8 |  |
| a7 | b7 | c7 | d7 xo | e7 | f7 | g7 | h7 |    |  |
| a6 | b6 | c6 | d6    | e6 | f6 | g6 | h6 |    |  |
| a5 | b5 | c5 | d5    | e5 | f5 | g5 | h5 |    |  |
| a4 | b4 | c4 | d4    | e4 | f4 | g4 | h4 |    |  |
| a3 | b3 | c3 | d3    | e3 | f3 | g3 | h3 |    |  |
| a2 | b2 | c2 | d2    | e2 | f2 | g2 | h2 |    |  |
| a1 | b1 | c1 | d1 ql | e1 | f1 | g1 | h1 |    |  |
|    |    |    |       |    |    |    |    |    |  |

El sistema de notación algebraica es una forma de representar la secuencia de movimientos de una partida de ajedrez. Desde 1981 es el único sistema de notación oficial en ajedrez admitido por la FIDE, reemplazando al sistema de notación descriptiva. Variantes de ajedrez, como el ajedrez aleatorio de Fischer, utilizan únicamente esta notación.

## Identificación de casilla

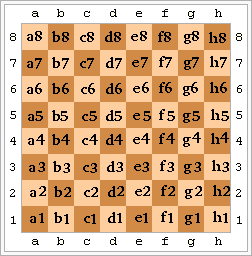
Nombre para cada casilla según la notación algebraica.

Cada una de las sesenta y cuatro casillas de un tablero de ajedrez es identificada con dos caracteres de manera única. El primer carácter identifica la columna de la casilla y se representa por una de las siguientes letras minúsculas: a, b, c, d, e, f, g y h, ordenadas desde la izquierda del jugador con piezas blancas hasta su derecha. El segundo carácter de una casilla identifica su línea (fila) y se representa por un número del 1 al 8, en orden ascendente, desde el lado del jugador de piezas blancas hasta el lado del jugador de piezas negras. Las casillas, en la posición inicial, de algunas piezas son: torre del lado de la dama blanca a1, dama blanca d1, torre del lado del rey negro h8.

## Identificación de la pieza
Cada pieza tiene una letra mayúscula asociada, y varía en función del idioma del anotador; en español se utilizan R, D, T, A y C, respectivamente, para el rey, la dama, la torre, el alfil y el caballo. Aunque los peones también suelen tener asociada una letra, ésta no es usada para describir partidas en la notación algebraica.
He aquí unos ejemplos de las letras asociadas a las piezas en distintos idiomas:
|             | Rey                | Dama                           | Torre                     | Alfil                                               | Caballo                   | Peón                                  |
| Iconografía | ♔ ♚                | ♕ ♛                            | ♖ ♜                       | ♗ ♝                                                 | ♘ ♞                       | ♙ ♟                                   |
| Alemán      | K = König (rey)    | D = Dame (dama)                | T = Turm (torre)          | L = Läufer (corredor)                               | S = Springer (saltador)   | (B) = Bauer (peón)                    |
| Español     | R = Rey            | D = Dama                       | T = Torre                 | A = Alfil                                           | C = Caballo               | (P) = Peón                            |
| Esperanto   | R = Reĝo (rey)     | D = Damo (dama)                | T = Turo (torre)          | K = Kuriero (mensajero)                             | Ĉ = Ĉevalo (caballo)      | (P) = Peono (peón)                    |
| Francés     | R = Roi (rey)      | D = Dame (dama)                | T = Tour (torre)          | F = Fou (bufón)                                     | C = Cavalier (caballero)  | (P) = Pion (peón)                     |
| Hindi       | R = Rājā (rey)     | V = Vazīr (visir)              | H = Hāthī (elefante)      | O = Ūṁṭ (camello)                                   | G = Ghoṛā (caballo)       | (P) = Pyādā (infantería)              |
| Inglés      | K = King (rey)     | Q = Queen (reina)              | R = Rook (castillo)       | B = Bishop (obispo)                                 | N = Knight (caballero)    | (P) = Pawn (peón)                     |
| Italiano    | R = Re (rey)       | D = Donna (dama)               | T = Torre (torre)         | A = Alfiere (alférez)                               | C = Cavallo (caballo)     | (P) = Pedone (peón)                   |
| Neerlandés  | K = Koning (rey)   | D = Dame (dama)                | T = Toren (torre)         | L = Loper (corredor)                                | P = Paard (caballo)       | Pion (peón)                           |
| Polaco      | K = Król (rey)     | H = Hetman (comandante)        | W = Wieża (torre)         | G = Goniec (mensajero)                              | S = Skoczek (saltador)    | (P) = Pion (peón)                     |
| Ruso        | Kp = Korol (rey)   | Ф = Ferz (visir)               | Л = Ladya (barco)         | C = Slon (elefante)                                 | K = Kon (caballo)         | (П) = Peshka (peón)                   |
| Griego      | Ρ = Ρουά/Roi (rey) | Β = Βασίλισσα/Vasilissa (dama) | Π = Πύργος/Pyrgos (torre) | A = Αξιωματικός/Aksiomatikos (oficial del ejército) | Ι = Ίππος/Ippos (caballo) | (Σ) = Στρατιώτης/Stratiotis (soldado) |
| Irlandés    | R = Rí (rey)       | Br = Banríon (reina)           | C = Caiseal (castillo)    | E = Easpag (obispo)                                 | Ri = Ridire (caballero)   | (F) = Fichillín (peón)                |

En medios impresos internacionales, la FIDE recomienda iconos (figurines) para representar las piezas del ajedrez.

## Anotación de un movimiento
Un movimiento básico se escribe con la letra de la pieza que se mueve (omitiéndose para los peones), seguido de la identificación de la casilla destino. Un movimiento de captura se representa con la letra x inmediatamente antes de la casilla destino; la captura por parte de un peón incluye, antes del carácter x, la letra de la columna de la casilla de origen.
Enroque corto (o del lado del rey) es indicado con 0-0, y el largo (o del lado de la dama) por 0-0-0.
Las capturas al paso no tienen una forma especial, aunque pueden añadirse las siglas a.p. al final de la notación. La casilla destino es en la que queda el peón que captura. Las promociones se indican incluyendo un signo de = seguido de la letra (en mayúscula) de la pieza promocionada en la casilla destino. Ejemplo: Si un peón blanco situado en la casilla g7 se mueve, alcanzando la octava fila y promocionando a una Dama, se escribiría: g8=D.

### Reglas de desambiguación
En caso de ambigüedades (donde varias piezas del mismo tipo se pueden mover a la casilla destino), se procede en el siguiente orden:
1. Si las piezas pueden ser distinguidas por sus columnas originales, entonces la letra de la columna es insertada (en minúscula) después de la letra de la pieza. Por ejemplo, suponiendo que hay dos torres en la fila 1, una en a1 y otra en h1, y se desea mover una determinada torre a d1, entonces al momento de escribir la notación para especificar de cual de las dos torres se está hablando, se escribiría Tad1 o Thd1, todo dependiendo, claro, de cuál torre se desee mover.
2. Cuando las columnas son iguales, si las piezas pueden ser distinguidas por sus filas originales, entonces el número de la fila es insertado después de la letra de la pieza. Por ejemplo, si hay dos torres en la columna a, una en a1 y otra en a5, y se desea mover una de ellas a a3, la notación sería T1a3 o T5a3, dependiendo de cuál de las torres se desee mover.
3. Finalmente, si tanto la columna como la fila original de la pieza que se mueve no es suficiente para distinguirla de otra pieza, entonces se escribe tanto la columna como la fila. Esto ocurre en raras ocasiones, solo cuando el jugador tiene 3 o más piezas iguales (resultado de haber promocionado uno o varios peones) capaces de alcanzar la misma casilla de destino. Por ejemplo, si un jugador con 3 reinas en e4, h4 y h1 desea mover la reina en h4 a e1 deberá indicar tanto la columna y la fila de origen en su notación: Dh4e1. Nota: En este ejemplo, los movimientos de las otras dos reinas se pueden diferenciar o bien solo por la columna o bien solo por la fila, por lo que aplicarían las reglas anteriores y la notaciones serían Dee1 y D1e1.

Hay que tener en cuenta, antes de valorar los pasos anteriores, que si una pieza de las que pueden alcanzar la casilla final no se puede mover por dejar al rey en jaque, entonces su movimiento no cuenta como ambiguo para la notación.
Al igual que se explicó antes, si un movimiento resulta en una captura, se añade la letra x a la notación inmediatamente antes de la casilla de destino. Por ejemplo: Dh4xe1.

### Jaque y jaque mate
Si un movimiento provoca jaque, se añade el signo + como sufijo del movimiento anotado; si el movimiento es mate se usa # o ++. Así, Dd5+ se refiere a una dama que se ha movido a la casilla d5 y ha dado jaque, mientras que Te3# se refiere a una torre que se ha movido a la casilla de e3 y ha dado jaque mate.

## Anotación de una partida
La partida se compone de una lista en la que se describen todas las jugadas realizadas. Cada jugada se describe con su número de orden; a continuación, el movimiento efectuado por las piezas blancas y, tras un espacio en blanco, el movimiento efectuado por las piezas negras.

## Signos para comentarios
Adicionalmente, cuando se comenta una partida suelen emplearse los siguientes signos:
- !: jugada buena
- ?: jugada mala
- !!: jugada muy buena
- ??: jugada muy mala
- !?: jugada interesante
- ?!: jugada dudosa
- =: igualdad de oportunidades para ambos jugadores
- +/=: ligera ventaja blanca
- =/+: ligera ventaja negra
- +/- (o también ±): ventaja blanca
- -/+: ventaja negra
- +-: ventaja decisiva blanca
- -+: ventaja decisiva negra
- ∞: posición incierta
- =/∞ (o también ∞=): juego compensado a pesar de diferencia de material
- N: novedad teórica

## Ejemplo de partida
A continuación se reproduce una partida en esta notación, que representa una de las variantes del conocido mate del pastor.
```
1. e4 e5
2. Ac4 Cc6
3. Dh5 Ac5
4. Dxf7++

```